# 八幡山交通公園
八幡山交通公園（はちまんやまこうつうこうえん）は、栃木県宇都宮市にある公園のひとつ。八幡山の東峰に立地し八幡山公園の一角、アドベンチャーUの北側にあるゴーカートコースで、1969年（昭和44年）に開設された。

## 概要
かつてはプラネタリウムや鉄道模型のジオラマがある栃木県児童会館が併設されていたが、施設の老朽化や後継施設である栃木県子ども総合科学館（市内西川田町）完成により閉鎖された。
ゴーカートコースはアドベンチャーU開設前から存在しており、アドベチャーU開設により発着点の変更など再整備された。

## ゴーカート概要

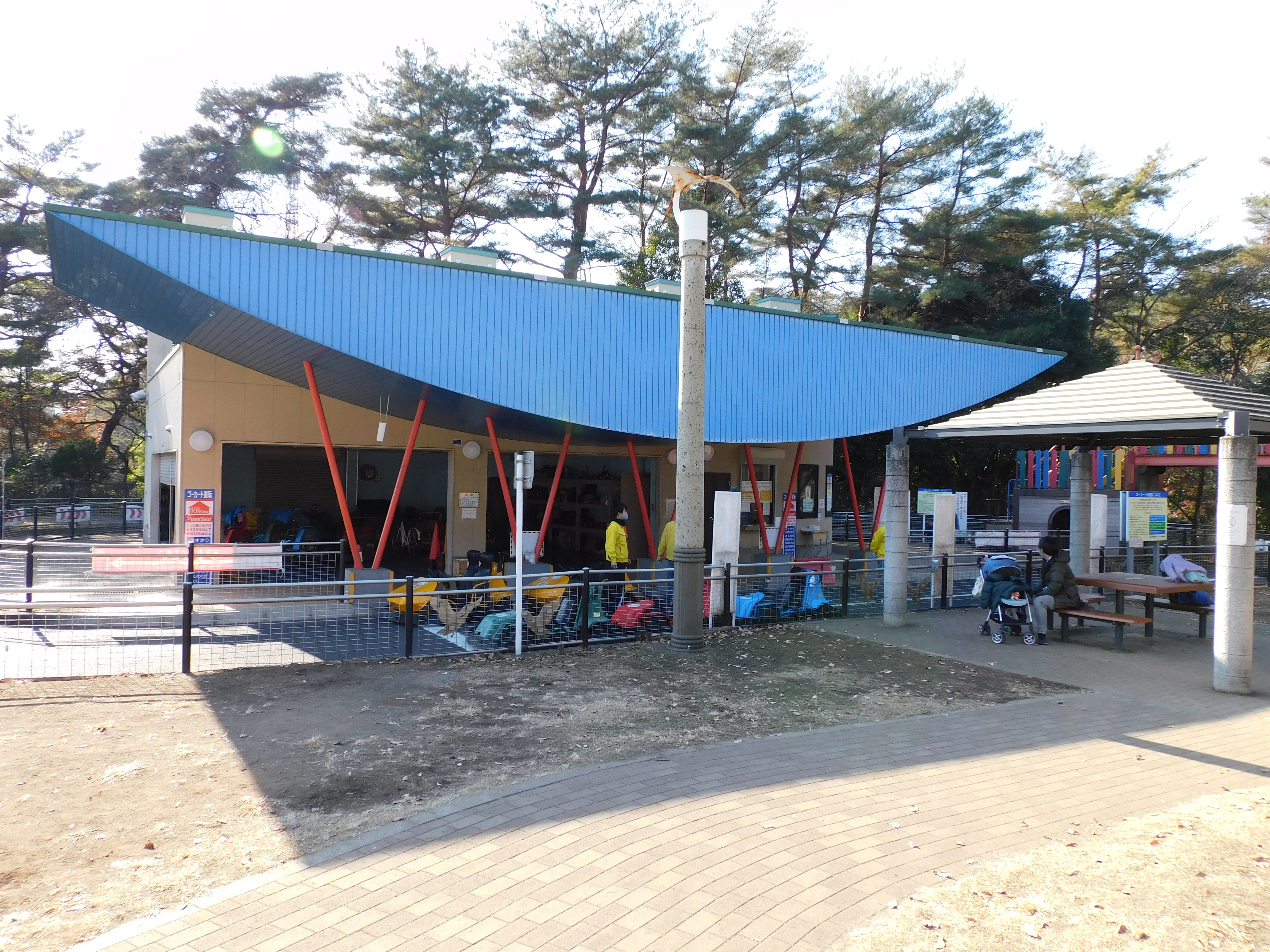
乗り場

1周825メートルで、約5分で周回できる。コースには交通信号機、道路標識、横断歩道、立体交差などがある。
年間9万人以上の利用があり、休日には30分待ちになることもある。
営業時間
午前9時 - 午後4時
利用者条件
身長140センチメートル以上の小学校3年生 - 中学校3年生。3歳 - 小学校2年生は保護者同伴のうえ利用可能。
料金
1周：140円、5周回数券：650円、11周回数券：1,400円
無料開放日あり

## アクセス

### 路線バス
- JR宇都宮駅西口から
  - 関東バス　細谷車庫行き、作新学院方面行き、鶴田駅行き、江曽島行き、東武宇都宮駅行きなど乗車5分、「県庁前」下車徒歩約20分
  - 関東バス　宇都宮市内循環線「きぶな」乗車5分、「県庁庁舎前」下車徒歩10分
  - 関東バス　宇商高経由富士見ヶ丘団地行き、同宇都宮美術館行き、同帝京大学行き、今里行き等乗車約10分、「宇商高前」下車徒歩10分
  - 関東バス　西塙田経由戸祭・宝木団地行き、戸祭台循環線に乗車約10分、「昭和小学校前」下車徒歩10分

### 徒歩
- 東武宇都宮駅北口から徒歩25分